# Dècada del 1200 aC
La dècada del 1200 aC comprèn el període que va des de l'1 de gener del 1209 aC fins al 31 de desembre del 1200 aC.

## Esdeveniments
Àsia
- 1207 aC: Merenptah venç els israelites.

Europa
- 1200 aC: comença el període conegut com l'edat de ferro.